# Pierre Ansay
Pierre Ansay, né le 10 octobre 1947 à Herbeumont (province de Luxembourg) et mort le 3 octobre 2022 à Ixelles (région de Bruxelles-Capitale), est un auteur, philosophe et diplomate belge.
Spécialiste de Spinoza, il laisse une œuvre considérable faite d'essais autour de l'action sociale et de la philosophie, et de nombreux articles publiés notamment dans la Revue Nouvelle et la revue Politique, dont il était membre du comité de rédaction depuis 2007.

## Biographie
Pierre Ansay naît le 10 octobre 1947 à Herbeumont, en Wallonie,. Son père Alexandre Ansay, éleveur, est mort peu après sa naissance. Sa mère, Marceline Tinant, était l'institutrice de l'école du village. Il habite la ville de Namur avant d'étudier la philosophie et le droit à l'Université catholique de Louvain de 1969 à 1973. Il y découvre le philosophe Jean Ladrière qui sera son maître à penser.
Le 12 février 1969, il est décoré de la médaille d'argent du Carnegie Hero Fund pour avoir sauvé un homme tombé avec sa voiture dans les eaux glacées de la Meuse. Au cours des années 1970, il devient jeune père de famille et enseigne à l'athénée de Molenbeek-Saint-Jean et puis à celui d'Ixelles. Il préside le MOC (Mouvement ouvrier chrétien) de Bruxelles pendant 2 ans.
De 1984 à 1989, il travaille à l'ARAU (Atelier de recherche et d'action urbaines) auprès de René Schoonbrodt qui l'invite à systématiser un ensemble de réflexions sur le droit à la ville. Ils publient ensemble le livre Penser la ville. Par la suite, il dirige la fédération D.É.F.I.S., un organisme qui rassemblait les opérateurs d'insertion sociale et professionnelle de Bruxelles.
En février 1990, il obtient son doctorat en philosophie et lettres de l'UCLouvain. Sa thèse, intitulée Approches d'une situation de dépendance sociale: matériaux philosophiques pour une analyse de la servitude, dégage un modèle conceptuel de la servitude à partir de situations sociales résurgentes en utilisant divers acquis de la philosophie politique et de la philosophie du langage. À partir de 1992, il est nommé fonctionnaire à la COCOF (Commission communautaire française) et publie ses premiers livres sur la ville, le capitalisme et la solidarité sociale.
Pierre Ansay obtient le poste de conseiller à la Délégation générale Wallonie-Bruxelles au Québec en 2002 et y exerce la fonction de Délégué de 2003 à 2008. Il termine son travail diplomatique à Bruxelles, au département Asie, C.E.I. et Russie de l'administration Wallonie-Bruxelles International. Dans le cadre de ce travail, il soutient des partenariats dans les domaines culturel et académique et se rend en mission en Inde ainsi qu'en Arménie.
Retraité en 2012, il rédige une centaine d'articles pédagogiques et parfois polémiques, portant sur des thèmes tels l'espace public, la mobilité, l'écoféminisme, l'anarchisme ou encore, sur l'œuvre d'auteurs aussi variés que Martha Nussbaum, Ayn Rand, Nicolas Machiavel, Hartmut Rosa, Matthew Crawford ou Susan Moller Okin. Il publie également une dizaine de livres visant à faire connaître des concepts élaborés par Baruch Spinoza, Maître Eckhart, Épictète et Gilles Deleuze ainsi que par une sélection de philosophes contemporains de la gauche américaine.
Il meurt le 3 octobre 2022 à Ixelles, à l'âge de 74 ans.

## Œuvres
- Penser la ville: Choix de textes philosophiques, en collaboration avec René Schoonbrodt, Bruxelles, Éditions AAM Archives d'architecture moderne, 1989
- Le Capitalisme dans la vie quotidienne, Bruxelles, EVO Éditions Vie ouvrière, 1994
- L’Homme résistant, Bruxelles, EVO, 1996
- Le Désir automobile, Bruxelles, Maison CFC Éditions, 1997
- Le Dictionnaire des solidarités, en collaboration avec Alain Goldschmidt, Lyon-Bruxelles, Chronique sociale et EVO, 1998
- La Ville des solidarités: Exclusions, ghettos et insécurités: bâtir la ville sociale de demain, Bruxelles, EVO, 2000[9]
- Les Politiques de santé ambulatoire à Bruxelles, en collaboration avec Thierry Lahaye, Bruxelles, Maison CFC Éditions, 2003
- Nouveaux penseurs de la gauche américaine, Bruxelles, Éditions Couleur livres, 2010[10]
- Spinoza peut nous sauver la vie: Traité de philosophie pratique, Bruxelles, Couleur livres, 2011
- Gaston Lagaffe philosophe: Franquin, Deleuze et Spinoza[11],[12],[13], Bruxelles, Couleur livres, 2012
- Nos devenirs spinoziens, fraternels et anarchistes, Bruxelles, Couleur livres, 2013[14]
- Petite plomberie spirituelle, philosophique et politique: Se détacher avec Spinoza et Maître Eckhart, Bruxelles, Couleur livres, 2014
- 36 outils conceptuels de Gilles Deleuze: Pour mieux comprendre le monde et agir en lui, Bruxelles, Couleur livres, 2015[15]
- Vie spirituelle et engagement, Bruxelles, Couleur livres, 2016[16]
- Spinoza au ras de nos pâquerettes, Bruxelles, Couleur livres, 2016[17]
- Restons stoïques face à ce monde inquiétant: Épictète et Spinoza peuvent nous y aider, Bruxelles, Couleur livres, 2017
- Lucky Luke, la justice et la philosophie, Bruxelles, Couleur livres, 2018[18]
- Le Cœur de Spinoza: Vivre sans haine[19], Bruxelles, Couleur livres, 2019  (ISBN 978-2-87003-902-1)
- Adieu à la cigarette : Chemin d'un philosophe pour s'affranchir des dépendances, Bruxelles, Couleur livres, 2021  (ISBN 9782870039120)
- La Philosophie communautarienne américaine : Laïcité, diversité culturelle et reconnaissance des traditions communautaires[20], Mons, Couleur livres, 2022  (ISBN 9782870039205).

### Émissions de télévision
- [vidéo] « Entretien de Jean Cornil avec Pierre Ansay », sur YouTube émission En quête de sens, une production du Centre d'action laïque diffusée sur La Une le 26 janvier 2020 (28 min 24 s).